# Cezarina
Cezarina là một đô thị thuộc bang Goiás, Brasil. Đô thị này có diện tích 415,809 km², dân số năm 2007 là 7083 người, mật độ 17 người/km².